# 阿马尔
阿马尔（法語：Hamars，發音：[amaʁ] ⓘ）是法国卡尔瓦多斯省的一个旧市镇，属于卡昂区。2016年1月1日，阿马尔与临近的4个市镇合并为新市镇勒奥姆（后更名为“蒂里阿库尔勒奥姆”），并成为了勒奥姆的委派市镇。

## 地理
阿马尔（48°59'54"N, 0°32'46"W）面积9.44 平方千米，位于法国诺曼底大区卡爾瓦多斯省，该省份为法国西北部沿海省份，北濒大西洋英吉利海峡，东北与滨海塞纳省以海上边界相接，东临厄尔省，南至奧恩省，西与芒什省接壤。
与阿马尔接壤的市镇（或旧市镇、城区）包括：博讷迈松、拉凯讷、康庞德雷-瓦尔孔格兰、库尔沃东、奥恩河畔屈尔西、蒙蒂尼、圣马丹德萨朗。
阿马尔的时区为UTC+01:00、UTC+02:00（夏令时）。

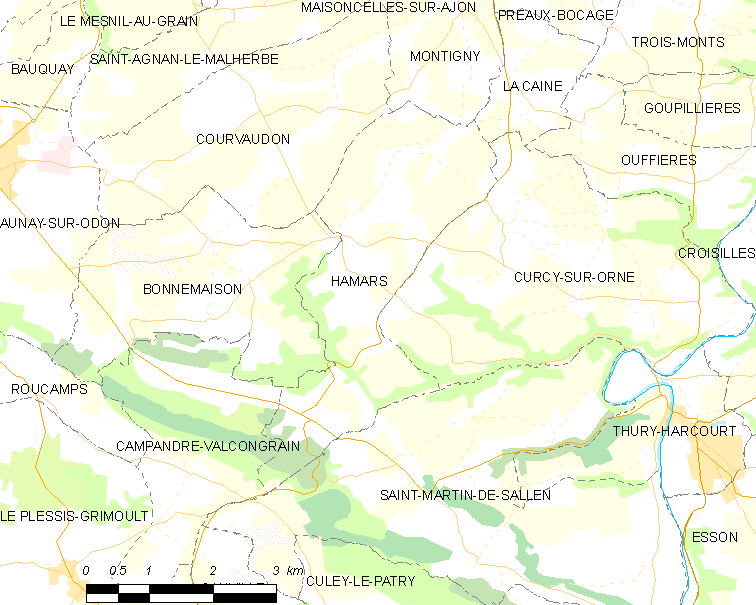
阿马尔的OSM定位图

## 行政
阿马尔的邮政编码为14220，INSEE市镇编码为14324。

## 政治
阿马尔所属的省级选区为勒奥姆县。

## 人口

1962-2008年间阿马尔人口变化图示

阿马尔于2018年1月1日时的人口数量为465人。